# Michal Chovan
Michal Chovan (23. listopadu 1987 Zvolen) je slovenský hokejista. Hraje na postu útočníka. Momentálně (2019/2020) hraje za tým Hc Košice

## Hráčská kariéra
- 2003–2004 HKm Zvolen (SVK) – dor.
- 2004–2005 HKm Zvolen (SVK) – dor.
- 2005–2006 HKm Zvolen (SVK) – jun., HKm Zvolen (SVK)
- 2006–2007 HKm Zvolen (SVK) – jun., HKm Zvolen (SVK), HK Detva (SVK2)
- 2007–2008 HKm Zvolen (SVK) – jun., HKm Zvolen (SVK)
- 2008–2009 HKm Zvolen (SVK)
- 2009–2010 HKm Zvolen (SVK)
- 2010–2011 HKm Zvolen (SVK)
- 2011–2012 HC Oceláři Třinec, HK SKP Poprad
- 2012–2013 HKm Zvolen (SVK)